# Банк Кореи
Банк Коре́и (кор. 한국은행?, 韓國銀行?) — центральный банк Республики Корея.
Главной задачей Банка Кореи является поддержание ценовой стабильности. Основная задача на 2016—2018 гг. — это поддержание уровня инфляции в пределах 2 %.

## История
Был основан 12 июня 1950 года в Сеуле согласно «Акту о Банке Кореи» (Bank of Korea Act). На первоначальном этапе уставный капитал банка был установлен в размере 1,5 млрд.вон, все денежные средства были предоставлены правительством. Внесение поправок в Акт в 1962 году сделало Банк специальным юридическим лицом без капитала вообще.
В связи с тем, что система финансового контроля с 1 апреля 1998 года изменилась в сторону интегрированного надзора за банками, ценными бумагами и страховым бизнесом, Банк Кореи стал выполнять типичные функции Центрального банка.

## Функции
- Выпуск денежных знаков (банкнот и монет) — Банк Кореи обладает эксклюзивными правами по выпуску банкнот и монет такого номинала, дизайна и размера, который определен Комитетом по монетарной политике. Банкноты и монеты имеют статус законного платежного средства внутри страны для всех операций, без исключения. В настоящее время выпущены банкноты (4 вида) достоинством 1,000 вон, 5,000 вон, 10,000 вон и 50,000 вон, а также монеты (6 видов) достоинством 1, 5, 10, 50, 100 и 500 вон;
- Выработка и осуществление монетарной политики;
- Выработка и осуществление кредитной политики;
- Управление национальным валютным резервом;
- Функция «банка для банков»;
- Функция государственного банка;
- Управление валютными резервами страны.

Также Банк Кореи несет ответственность за операции с государственными платежами и управление государственным имуществом.

## Организация
Банк имеет 14 департаментов в головном офисе в Сеуле, а также 16 отделений и 3 представительских офиса в крупных городах. Также имеется 6 зарубежных представительских офиса в основных международных финансовых центрах. Общее количество занятых — 2183 человек (2004). Аудитор, назначенный Президентом Южной Кореи по рекомендации министра финансов и экономики (Minister of Finance and Economy) на срок три года, проверяет операции Банка Кореи и докладывает о результатах Комитету по монетарной политике (Monetary Policy Committee) и правительству.